# Franz Karl Bühler

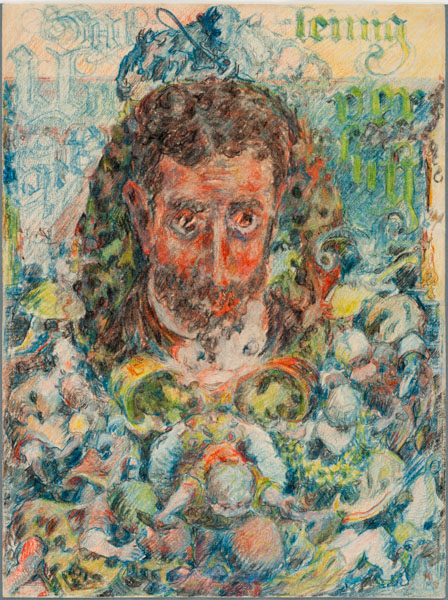
„Alleinig Unvergeßlich“ (Selbstporträt), 1916

Franz Karl Bühler (* 28. August 1864 in Offenburg; † 4. April 1940 in Grafeneck) war ein deutscher Kunstschmied und Maler. Er wurde für seine Arbeiten als Kunstschmied ausgezeichnet. Für drei Jahre lehrte er als Dozent an der Straßburger Kunstgewerbeschule. Bekannt sind auch seine Werke als Maler, die er in verschiedenen Anstalten fertigte und die von Hans Prinzhorn unter dem Pseudonym „Franz Pohl“ veröffentlicht wurden.

## Leben
Nach seiner Schulzeit in Offenburg absolvierte Franz Karl Bühler eine Schlosserlehre in der väterlichen Schmiedewerkstatt. In Karlsruhe und München (1886 bis 1887) besuchte er die Kunstgewerbeschulen und war dabei sehr erfolgreich. 1887 nahm Bühler auf der von Hermann Götz organisierten Konkurrenz-Ausstellung deutscher Kunstschmiedearbeiten mit einem Ofenschirm teil und erhielt dafür ein Ehrendiplom.

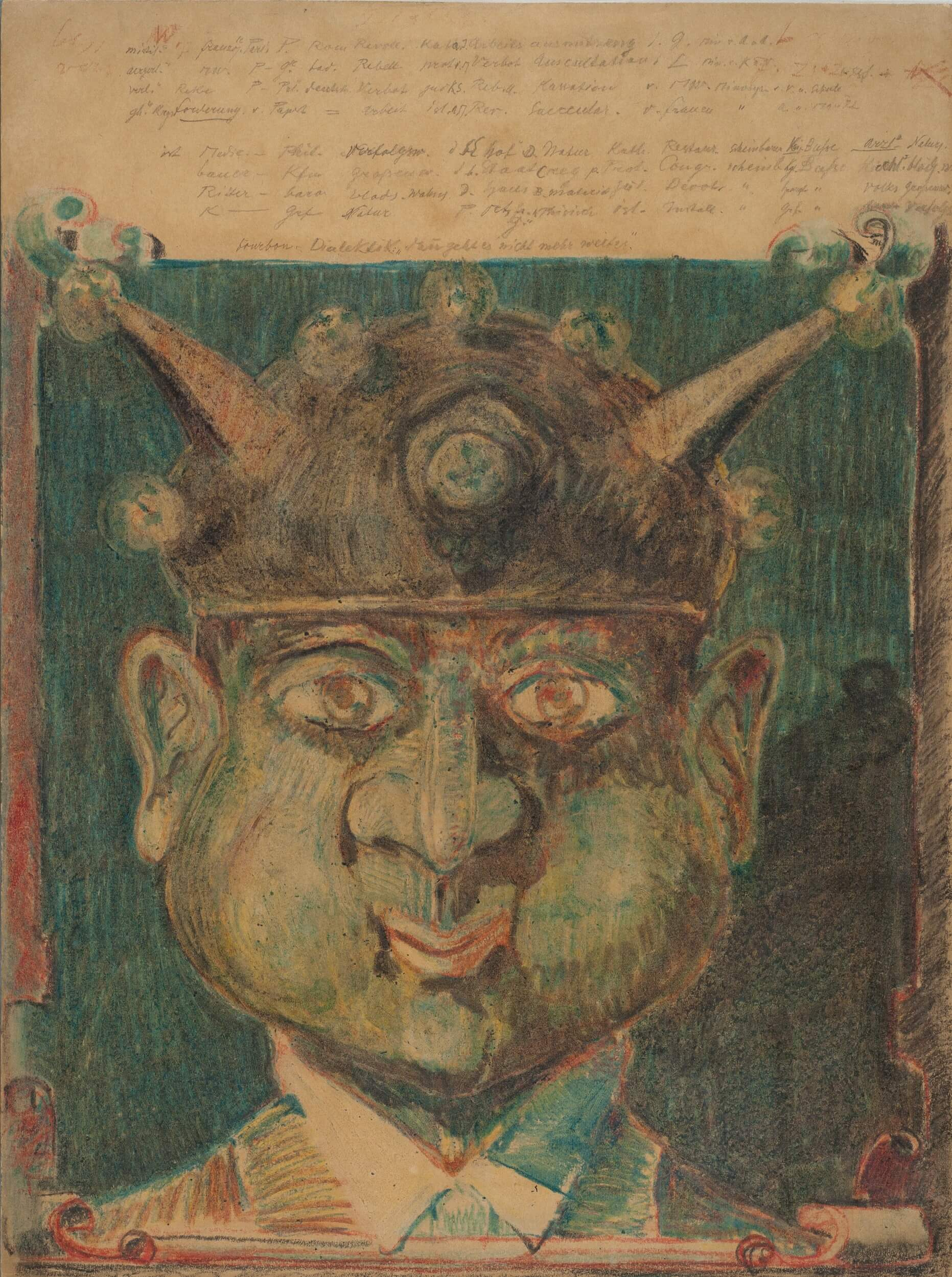
Franz Karl Bühler, ohne Titel, zwischen 1909 und 1916, Inv. Nr. 2938 © Sammlung Prinzhorn, Universitätsklinikum Heidelberg

Im Mai 1893 wurde Bühler an die Straßburger Kunsthandwerkerschule als Lehrer für Kunstschlosserei gerufen. Noch im selben Jahr reiste er zur Weltausstellung nach Chicago, wo eine von ihm geschmiedete Toranlage mit einer Goldmedaille ausgezeichnet wurde.
Nach dreijähriger Lehrtätigkeit wurde Bühler durch die Schulleitung gekündigt. Von da an litt Bühler unter starkem Verfolgungswahn, so dass er in der Schweizer Irrenanstalt Breitenau untergebracht wurde. Nach kurzer Aufenthaltsdauer kam er für zwei Jahre in die Heil- und Pflegeanstalt Illenau um schließlich 1900 in der Heil- und Pflegeanstalt Emmendingen unterzukommen. Dort verbrachte er die meiste Zeit seines Lebens und schuf eine Vielzahl von Bildern. Diese Bilder weckten im Jahr 1919 das Interesse von Hans Prinzhorn, der Bilder von Franz Karl Bühler unter dem Pseudonym Franz Pohl in seine Sammlung aufnahm.

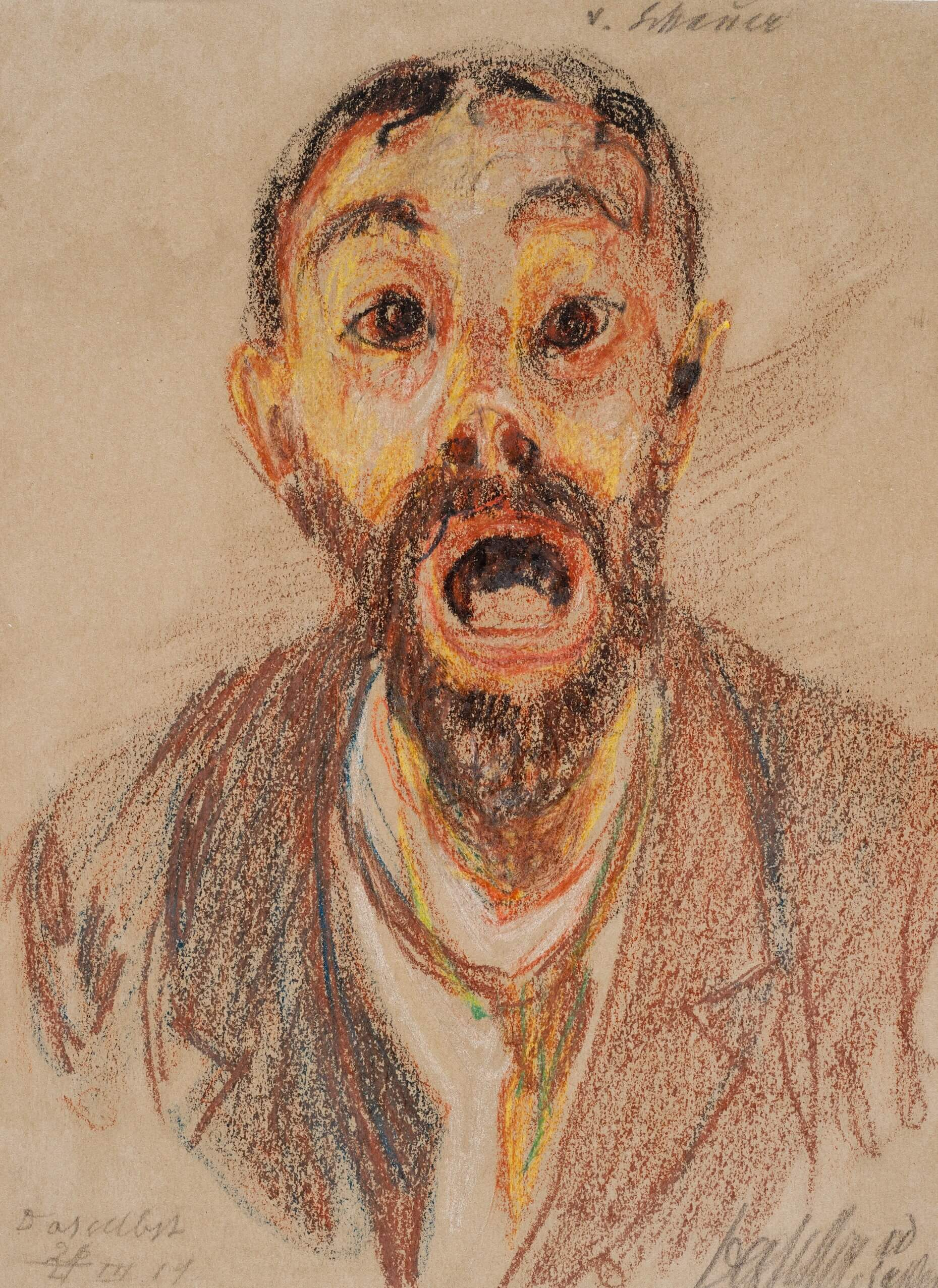
Franz Karl Bühler, „Das selbst“, 1919, Inv. Nr. 3018 recto © Sammlung Prinzhorn, Universitätsklinikum Heidelberg

Auch über dreißig Jahre nachdem Bühler in den Heil- und Pflegeanstalten eingewiesen wurde, wurden seine Werke als Kunstschlosser ausgestellt:
„Da finden wir aber auch Zeichnungen und Arbeiten aus einer schon bald ein halbes Jahrhundert vergangenen Zeit: Regierungsbaumeister Meyer hat sich eines heute nur noch wenigen Offenburgern bekannten Mannes angenommen, dem Universitätsprofessor Dr. Prinzhorn in seinem Standardwerk 'Die Bildnerei der Schizophrenen' ein Denkmal gesetzt hat. Franz Bühler, seit Jahrzehnten als Geisteskranker in Emmendingen, Sohn des verstorbenen Kunstschlossermeisters Bühler hier, ist ein ganz großer Kunstgewerbler gewesen. Er war Kunstschlosser, Lehrer an der Kunstgewerbeschule in Straßburg, Schriftsteller, Multidilletant. Mit einem einzigartigen schmiedeeisernen Tor, das hoffentlich in Offenburg im neuen Stadtpark einen Platz erhält, auf der Weltausstellung in Chicago durch die höchste Auszeichnung bedacht, hat er größte Erfolge errungen, bis sein Geist unheilbar umnachtet wurde. Noch heute arbeitet er. Seine Zeichnungen sind bizarr, aber auch aus dem was er heute als Siebzigjähriger noch zeichnet und malt, sieht man seine künstlerische Begabung. Aus seinen gesunden Tagen konnte manches wertvolle Stück noch gerettet werden, es wurde hier zur Ausstellung gebracht. Ein tragisches Erlebnis wird jedem zuteil, der vor diesen Arbeiten steht und sich an die Persönlichkeit Franz Bühlers erinnert.“ (Auszug aus einem Bericht der Badischen Presse, Morgenausgabe vom 3. Oktober 1931, 47. Jahrgang, Nr. 459, Seite 3, anlässlich der Ortenauer Herbstmesse.)

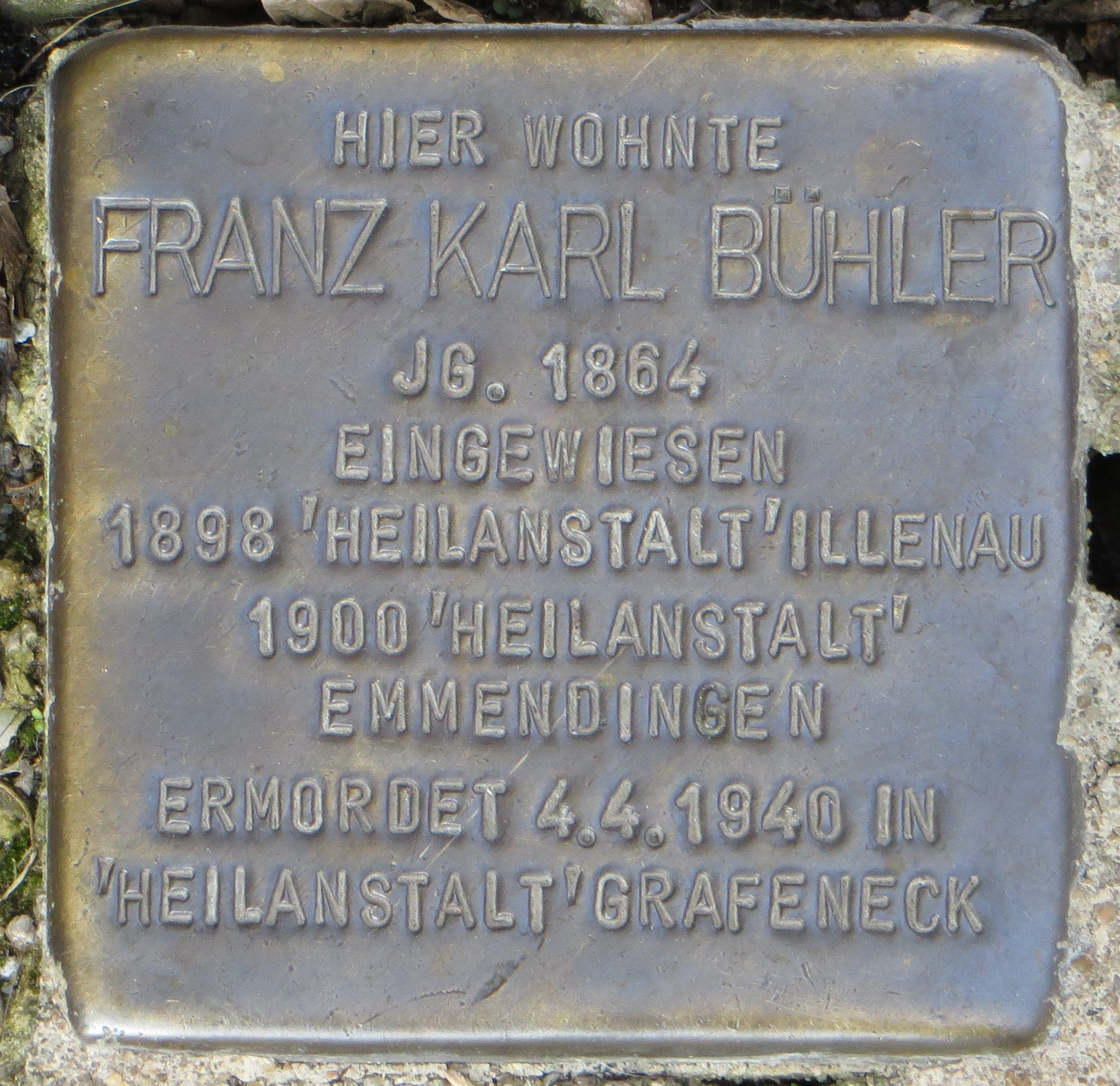
Stolperstein Offenburg Franz Karl Bühler

Franz Karl Bühler wurde, wie viele andere Insassen der Pflege- und Heilanstalten, 1940 im Rahmen der als Aktion T4 bekannt gewordenen systematischen Tötung 'unwerten Lebens' nach Grafeneck gebracht und dort durch Kohlenstoffmonoxid getötet.

## Werk (Auswahl)
Kunstschmiedearbeiten
- schmiedeeiserner Blumenstrauß (Offenburg)
- dreiflügelige Toranlage (Weltausstellung Chicago, 1893)

Malerei
- Bechle, Ettlinger (13. Oktober 1900)
- Erinnerung (24. Januar 1904)